# Писемський Григорій Федорович

Могила Григорія Писемського

Пи́семський Григо́рій Фе́дорович (26 січня [7 лютого] 1862, Пирятин — 20 липня 1937) — радянський лікар-гінеколог, доктор медицини, професор (з 1913 року), Заслужений діяч науки УРСР (з 1935 року).

## Біографія
Народився 1862 року в Пирятині. 1888 року закінчив медичний факультет Київського університету. Учень Г. Є. Рейна.
1904 року захистив дисертацію на здобуття наукового ступеня доктора медицини на тему «До питання про іннервації матки». З 1905 року приват-доцент кафедри акушерства і гінекології Київського університету, професор Московського університету (1913–1914). Очолював кафедру акушерства і гінекології Київського медичного інституту (1920–1930) та Інституту удосконалення лікарів (1920–1937). Науковий керівник НДІ охорони материнства і дитинства (1930–1934).
Помер 20 липня 1937 року. Похований у Києві на Лук'янівському цвинтарі (ділянка № 13-І, ряд 3, місце 5). Надгробок — колона з лабрадориту на постаменті, нагорі — урна, є керамічне фото.

## Наукова і громадська діяльність
Опублікував понад 70 наукових робіт, присвячених питанням оперативної гінекології, післяпологових ускладнень та їх профілактиці, організації акушерсько-гінекологічної допомоги. Розробив ряд нових методик операцій на маткових трубах. Один з організаторів перших колгоспних пологових будинків в Україні. У його клініці вперше було застосовано переливання донорської крові та здійснено знеболювання пологів за допомогою фармакологічних засобів.
Організатор і голова I Всеукраїнського та VIII Всесоюзного (1928) з'їздів акушерів-гінекологів. Редактор журналу «Українські медичні вісті».

### Твори
- Захворювання маткових труб. — Л., 1927;
- Злоякісні новоутворення матки / в кн. : Злоякісні новоутворення. Патогенез, профілактика, рання діагностика. [Збірник статей]. — 2-ге вид. — Київ. 1937.